# Sheol
|  | Dublet Denne artikel handler om det samme som Dødsriget (biblen). (Diskutér artiklen) |

She'ol (hebraisk: שְׁאוֹל, oversættes til grav eller de dødes bolig), er i Den hebraiske bibel (Det Gamle Testamente) betegnelsen for dødsriget, et mørkt og stille sted hvor alle døde rejser til, både retfærdige og uretfærdige, uanset deres moralske valg i deres liv, hvor de er afskåret fra Gud.